# Naked (album de Talking Heads)
Pour les articles homonymes, voir Naked.
Albums de Talking Heads
Little Creatures
(1985) Sand in the Vaseline: Popular Favorites
(1992)
Singles
1. Blind
Sortie : 1988
2. (Nothing But) Flowers
Sortie : 1988

Naked est le huitième et dernier album studio de Talking Heads, sorti le 15 mars 1988.
Le groupe se sépara peu de temps après la publication de cet album, mais n'annonça sa rupture définitive qu'en 1991.
L'album s'est classé 19e au Billboard 200 et a été certifié disque d'or par la Recording Industry Association of America (RIAA) le 17 mai 1988.

## Liste des titres
Toutes les chansons sont écrites et composées par David Byrne, Chris Frantz, Jerry Harrison et Tina Weymouth.
| No  | Titre                 | Durée |
| --- | --------------------- | ----- |
| 1.  | Blind                 | 4:58  |
| 2.  | Mr. Jones             | 4:18  |
| 3.  | Totally Nude          | 4:10  |
| 4.  | Ruby Dear             | 3:48  |
| 5.  | (Nothing But) Flowers | 5:31  |
| 6.  | The Democratic Circus | 5:01  |
| 7.  | The Facts of Life     | 6:25  |
| 8.  | Mommy Daddy You and I | 3:58  |
| 9.  | Big Daddy             | 5:37  |
| 10. | Cool Water            | 5:10  |

| 11. | Sax And Violins | 5:18 |

## Personnel

### Musiciens
- David Byrne : voix, guitare, claviers, piano jouet, bottleneck
- Jerry Harrison : piano, claviers, guitare, tambourin, bottleneck, chœurs
- Tina Weymouth : basse, orgue électronique, chœurs,
- Chris Frantz : batterie, claviers, percussions

### Musiciens additionnels
- Johnny Marr : guitares sur Ruby Dear, (Nothing But) Flowers, Mommy Daddy You and I et Cool Water
- Brice Wassy : percussions sur Ruby Dear, (Nothing But) Flowers, The Facts of Life et Big Daddy
- Abdou M'Boup : percussions, Tama, congas, cencerro sur Blind, Mr. Jones, Totally Nude et (Nothing But) Flowers
- Yves N'Djock : guitare sur Blind, Totally Nude et (Nothing But) Flowers
- Eric Weissberg : pedal steel guitar sur Totally Nude et Bill ; dobro sur The Democratic Circus
- Mory Kanté : kora sur Mr. Jones et The Facts of Life
- Wally Badarou : claviers sur Blind et The Facts of Life
- Manolo Badrena : percussions, congas sur Mr. Jones et Mommy Daddy You and I
- Sydney Thiam : congas sur The Democratic Circus ; percussions sur Bill
- Lenny Pickett : saxophones sur Blind et Big Daddy
- Steve Elson : saxophones sur Blind et Big Daddy
- Robin Eubanks : trombone sur Blind, Big Daddy et Mr. Jones
- Laurie Frink et Earl Gardner : trompettes sur Blind et Big Daddy
- Stan Harrison : saxophone alto sur Blind et Big Daddy
- Al Acosta : saxophone ténor sur Mr. Jones
- Steve Gluzband : trompette sur Mr. Jones
- Jose Jerez trompette sur Mr. Jones
- Bobby Porcelli : saxophone alto sur Mr. Jones
- Steve Sachs : saxophone baryton sur Mr. Jones
- Charlie Sepulveda : trompette sur Mr. Jones
- Dale Turk : trombone basse sur Mr. Jones
- Moussa Cissokao : percussions sur Ruby Dear
- Nino Gioia : percussions sur The Facts of Life
- Philippe Servain : accordéon sur Totally Nude
- James Fearnley : accordéon sur Mommy Daddy You and I
- Phil Bodner : cor anglais sur Cool Water
- Don Brooks : harmonica sur Big Daddy
- Kirsty MacColl : chœurs sur (Nothing But) Flowers et Bill
- Alex Haas : sifflement sur Bill